# Chiesa di San Lorenzo (Faido)
La chiesa parrocchiale di San Lorenzo martire è un edificio religioso che si trova a Sobrio, frazione di Faido in Canton Ticino.

## Storia
Un edificio di origine medievale era già presente in questo sito in tempi antichi, menzionato in documenti del XIII secolo e costruito in stile romanico. Nel corso del XVI secolo la chiesa venne sottoposta a notevoli lavori di ampliamento e rimaneggiamento; divenne parrocchiale nel 1611. Nel 1639 vennero costruiti il coro e la cappella dedicata alla Madonna.

## Descrizione
La chiesa si presenta con una pianta a navata unica coperta da volta a botte lunettata (la copertura è del 1719 - 1745). L'interno è impreziosito da affreschi realizzati nel 1870 dai fratelli Tommaso e Stefano Calgari.